# Simeon De Witt
Simeon De Witt (Wawarsing, 25 de dezembro de 1756 - Ithaca, 3 de dezembro de 1834) foi um geógrafo e topógrafo-geral Exército Continental durante a Revolução Americana, tendo exercido o cargo de New York State Engineer and Surveyor durante 50 anos, entre 1784 e a sua morte.
Era um dos catorze filhos do médico Dr. Andries De Witt e Jannetje Vernooy De Witt. Foi o único graduado da classe de 1776 do Queens College (hoje Rutgers College da Universidade Rutgers em New Brunswick. Após a captura de New Brunswick pelos britânicos durante a guerra, De Witt fugiu para Nova Iorque tendo-se juntado ao Exército Revolucionário.
Em junho de 1778, depois de ter tido treino como topógrafo dado por James Clinton, marido da tia de Simeon, Mary, De Witt foi nomeado assistente ao geógrafo e topógrafo do exército, coronel Robert Erskine e participou na elaboração de uma série de mapas importantes historicamente. Depois de Erskine morrer em 1780, De Witt foi nomeado para o seu posto. Em 1784, foi nomeado New York State Surveyor General, cargo que ocupou 50 anos, tendo sido reeleito várias vezes. Embora tenha sido primo de DeWitt Clinton e filiado no Partido Democrata-Republicano, permaneceu sempre no cargo, pois tanto os Federalistas como os Bucktails reconheceram a sua ímpar qualificação para o exercício desse cargo. De 1810 a 1816, foi também membro da primeira Comissão do Canal de Erie.
De Witt casou três vezes. Em 1789 com Elizabeth Lynott (1767–1793, filha de Thomas e Elizabeth Van Valkenburgh Lynott), com quem teve dois filhos. Em 1799, casou com Jane Varick Hardenbergh (f. 1808, viúva de Abraham Hardenbergh [1756-1794], e filha de Richard Varick), tendo o seu filho, Richard Varick De Witt, sido um proeminente engenheiro civil. Simeon casou ainda com Susan Linn.
De Witt tinha quatro escravos na sua casa de Albany mas em 1810 libertou-os, prática comum na região. Continuaram a trabalhar para ele. Tinha vastas terras na região dos Lagos Finger e é considerado um dos fundadores de Ithaca.

## Portefólio de mapas
Os mapas seguintes foram desenhados por Simeon De Witt ou sob sua orientação.
|  |  |

|  |  |